# Mas Cuadrell
El Mas Cuadrell és un edifici de Sitges (Garraf) inclosa a l'Inventari del Patrimoni Arquitectònic de Catalunya.

## Descripció
Es tracta d'una masia de planta baixa i pis. Porta amb dovelles que actualment està emblanquinada, com la resta de la façana. Posteriorment foren afegits un cos de mes alçada. Les obertures son rectangulars, menys la porta que està formada per un arc rodó. Les cobertes son a dues vessants i de teules. Es troba també en el conjunt una sèrie de construccions secundaries per cobrir les necessitats agropecuàries.